# کبوتر کلاه‌روشن
کبوتر کلاه‌روشن (نام علمی: Columba punicea)، که همچنین به عنوان کبوتر چوبی ارغوانی شناخته می‌شود، گونه‌ای کبوتر بزرگ است که به صورت لکه‌ای در بخش‌هایی از شبه‌قاره هند و جنوب شرق آسیا پراکنده شده‌است. پرواز آهسته‌ای دارد و زمان زیادی را در شاخ و برگ درختان میوه‌دار بزرگ، اغلب در جنگل‌های رودخانه‌ای در دشت، بی‌حرکت می‌گذراند. رنگ آن عمدتاً قهوه‌ای در بالا و شاه‌بلوطی در زیر با درخشش سبز یا آمتیست است. نرها کلاه خاکستری متمایل به سفید دارند، در حالی که ماده‌ها کلاه خاکستری مایل به قهوه‌ای و درخشندگی کمتری روی پرها دارند. آنها میوه‌خوار هستند و در گروه‌های کوچک در تاج درختان به جستجوی غذا می‌پردازند اما گاهی برای دانه‌ها و میوه‌های افتاده به زمین فرود می‌آیند.
برخی از آرایه‌شناسان آن را با کبوتر سیمین که هر دو کبوتر جهان قدیم هستند و بدون الگوهای پشت گردن هستند، گروه‌بندی کرده‌اند.
گونه‌ای از انگل کرمی، Cotugnia joyeuxi Baer، برای نخستین بار از این گونه از یک نمونه برمه‌ای جمع‌آوری شد.